# Hartford (Alabama)
Hartford – miasto w południowo-wschodnich Stanach Zjednoczonych, w stanie Alabama, w hrabstwie Geneva.

Położenie miasta

## Demografia
Według spisu powszechnego z 2010 roku, miasto to liczyło 2624 mieszkańców. W roku 2023 liczba mieszkańców wzrosła do 2726 osób, a gęstość zaludnienia do 168,8 osoby/km².

## Geografia
Według danych amerykańskiego Biura Spisów Ludności (U.S. Census Bureau), miasto zajmuje powierzchnię 16,152 km², z czego 16,115 km² stanowią lądy, a 0,037 km² stanowią wody.